# Elezioni generali in Nigeria del 1983
Le elezioni generali in Nigeria del 1983 si tennero il 6 agosto per l'elezione del Presidente e il 27 agosto per l'elezione dei membri del Parlamento.
Le elezioni videro la riconferma di Shehu Shagari, che tuttavia sarà esautorato il 31 dicembre 1983 a seguito di un colpo di Stato guidato da Muhammadu Buhari.

## Risultati

### Elezioni presidenziali
| Candidati         | Partiti                                 | Voti       | %     |
| ----------------- | --------------------------------------- | ---------- | ----- |
| Shehu Shagari     | Partito Nazionale della Nigeria         | 12 081 471 | 47,51 |
| Obafemi Awolowo   | Partito dell'Unità della Nigeria        | 7 907 209  | 31,09 |
| Nnamdi Azikiwe    | Partito del Popolo Nigeriano            | 3 557 113  | 13,99 |
| Aminu Kano        | Partito della Redenzione del Popolo     | 968 974    | 3,81  |
| Waziri Ibrahim    | Partito del Popolo della Grande Nigeria | 643 806    | 2,53  |
| Tunji Braithwaite | Partito dell'Avanzata della Nigeria     | 271 524    | 1,07  |
| Totale            | Totale                                  | 25 430 097 | 100   |

### Elezioni parlamentari
| Liste                                   | Voti | % | Seggi |
| --------------------------------------- | ---- | - | ----- |
| Partito Nazionale della Nigeria         |      |   | 306   |
| Partito dell'Unità della Nigeria        |      |   | 51    |
| Partito del Popolo Nigeriano            |      |   | 48    |
| Partito della Redenzione del Popolo     |      |   | 41    |
| Partito del Popolo della Grande Nigeria |      |   | -     |
| Totale                                  |      |   | 446   |